# Kjersti Nilsen
Kjersti Nilsen (1966) è un'ex sciatrice alpina norvegese.

## Biografia
Sciatrice polivalente, la Nilsen debuttò in campo internazionale in occasione dei Mondiali juniores di Auron 1982; in Coppa Europa nella stagione 1985-1986 si piazzò 4ª nella classifica di supergigante e ai Campionati norvegesi vinse la medaglia di bronzo nello slalom gigante nel 1982, quella di bronzo nella combinata nel 1983, quella d'argento nello slalom gigante e nello slalom speciale nel 1984, quella d'argento nella discesa libera nel 1986 e quella d'oro nello slalom speciale nel 1987. Non ottenne piazzamenti in Coppa del Mondo né prese parte a rassegne olimpiche o iridate.

## Palmarès

### Coppa Europa
- Miglior piazzamento in classifica generale: 30ª nel 1986

### Campionati norvegesi
- 7 medaglie[senza fonte] (dati parziali fino alla stagione 1981-1982):
  - 1 oro (slalom speciale nel 1987)[1]
  - 4 argenti (slalom gigante, slalom speciale nel 1984; slalom gigante nel 1985; discesa libera nel 1986)
  -  2 bronzi (slalom gigante nel 1982; combinata nel 1983)[senza fonte]